# Jüdischer Friedhof (Rödelsee)

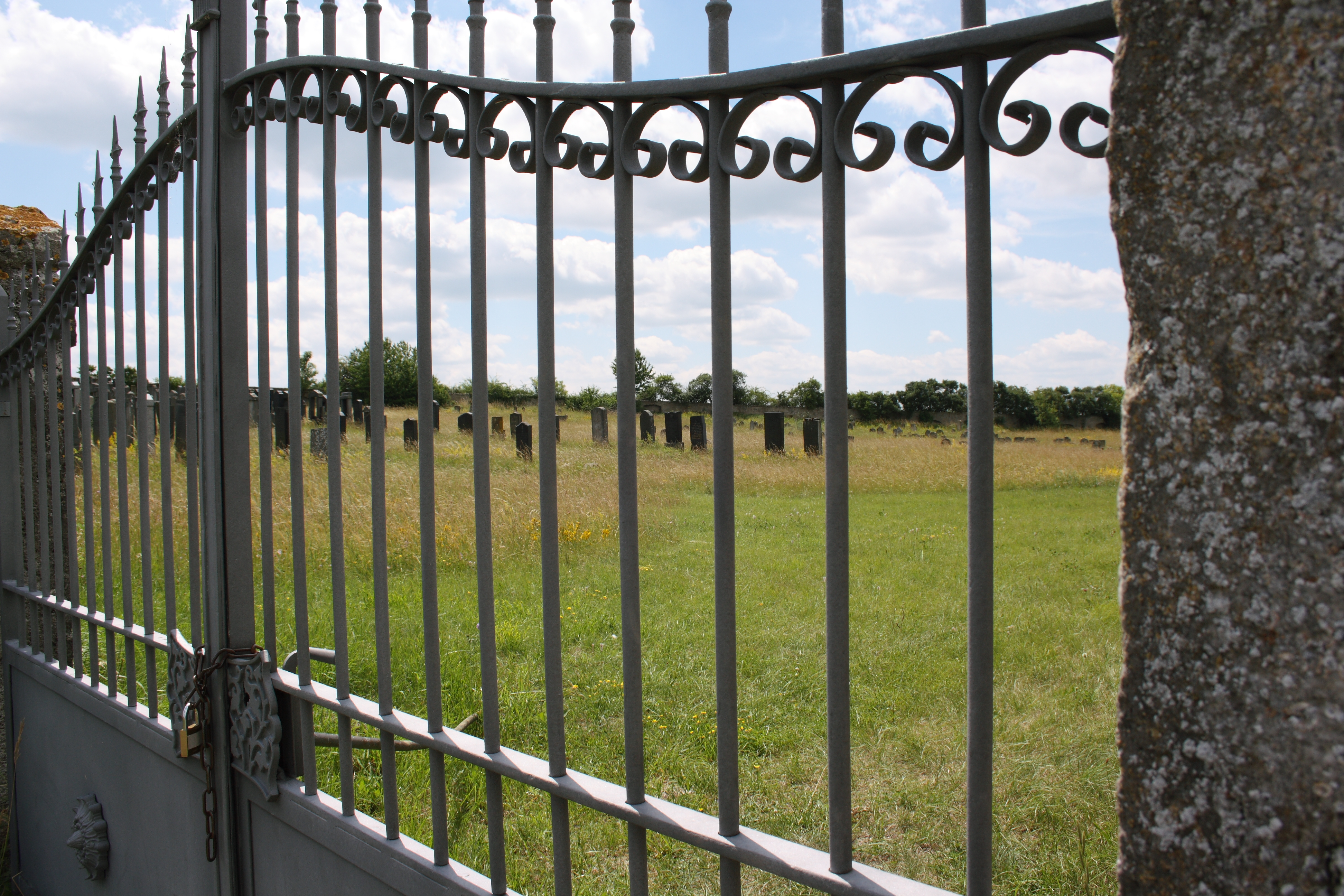
Eingang zum jüdischen Friedhof in Rödelsee

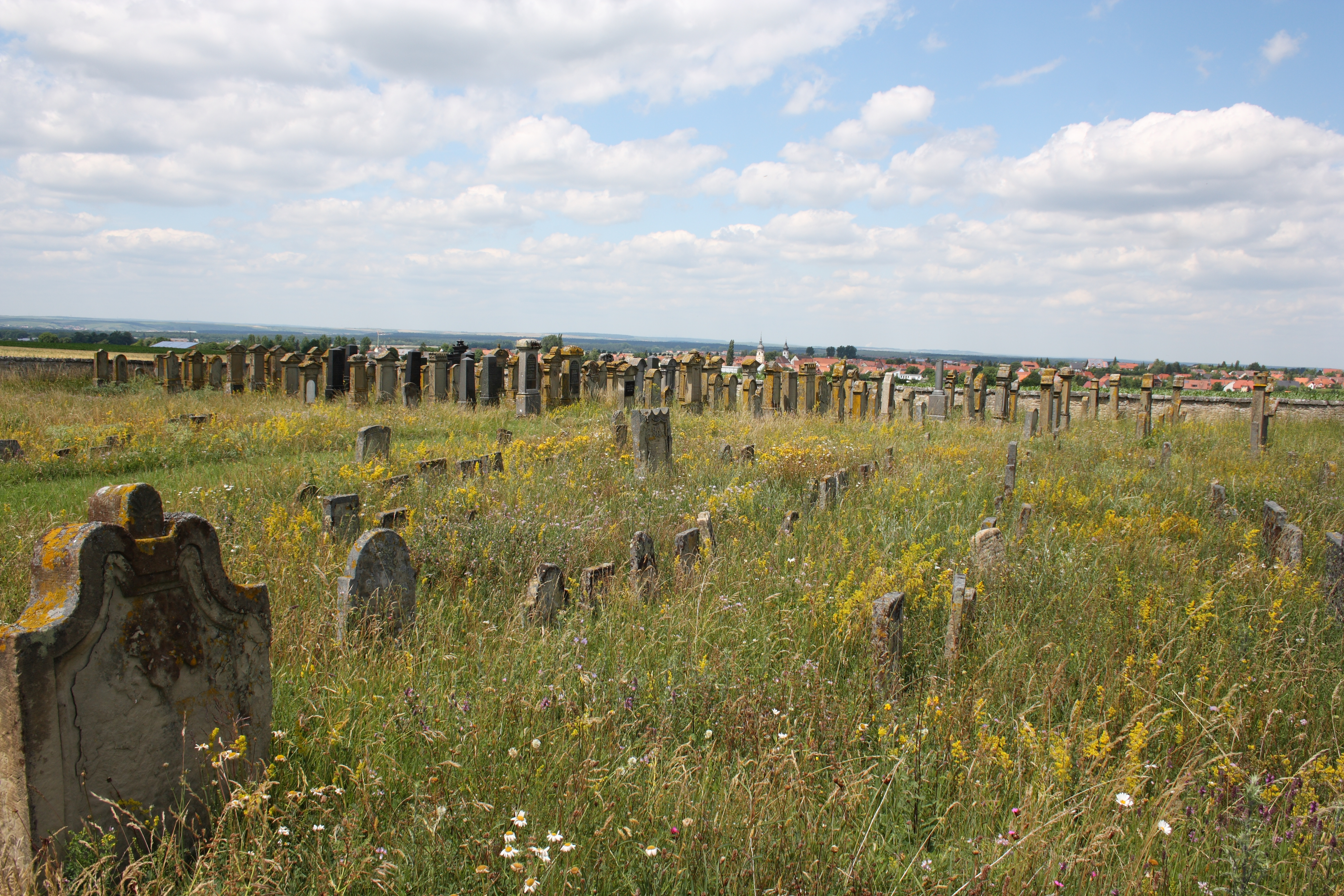
Jüdischer Friedhof mit Blick auf Rödelsee

Der Jüdische Friedhof Rödelsee in Rödelsee, einer Gemeinde im unterfränkischen Landkreis Kitzingen, wurde im 15. Jahrhundert errichtet. Der Friedhof befindet sich circa ein Kilometer außerhalb des Ortes am Fuße des Schwanberges.

## Geschichte

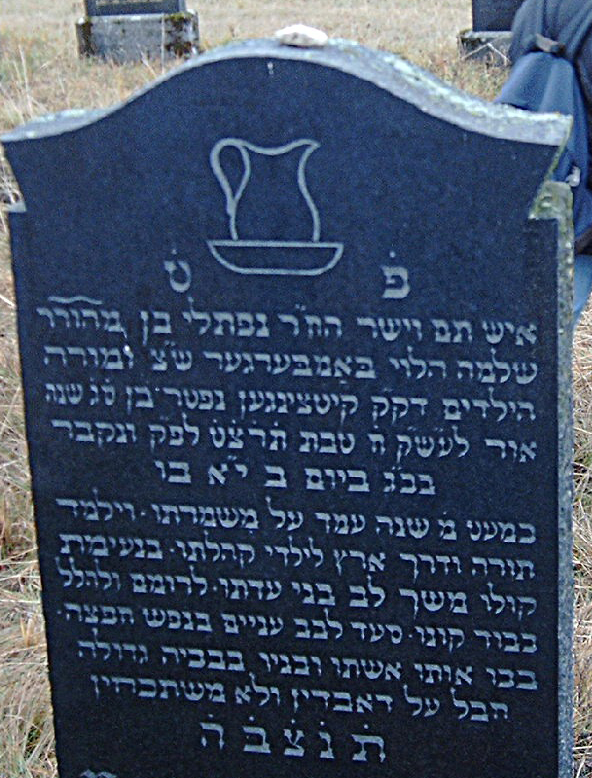
Grabstein

Der 188,30 Ar große Friedhof in Rödelsee gehört zu den größten jüdischen Begräbnisstätten Bayerns. Er ist 1432 erstmals erwähnt. Die Überlieferung berichtet 1602 vom Bau einer massiven Mauer und eines Taharahauses.
Auf dem jüdischen Verbandsfriedhof wurden auch die Toten folgender jüdischer Gemeinden bestattet: Großlangheim, Hohenfeld, Hüttenheim, Kitzingen, Kleinlangheim, Mainbernheim, Mainstockheim, Marktbreit, Marktsteft, Obernbreit, Segnitz, Sommerhausen und Wiesenbronn.
Der Friedhof wurde 1614 und im 19. Jahrhundert erweitert.
Heute sind noch mehr als 2500 Grabsteine (Mazewot) in fünf Gräberfeldern erhalten. Links des Eingangs liegt der jüngere Teil des Friedhofs mit Gräbern des 19. und 20. Jahrhunderts. Während der Zeit des Nationalsozialismus fanden mehrfach Schändungen statt. Der Friedhof wurde 1942 durch die Nationalsozialisten geschlossen.

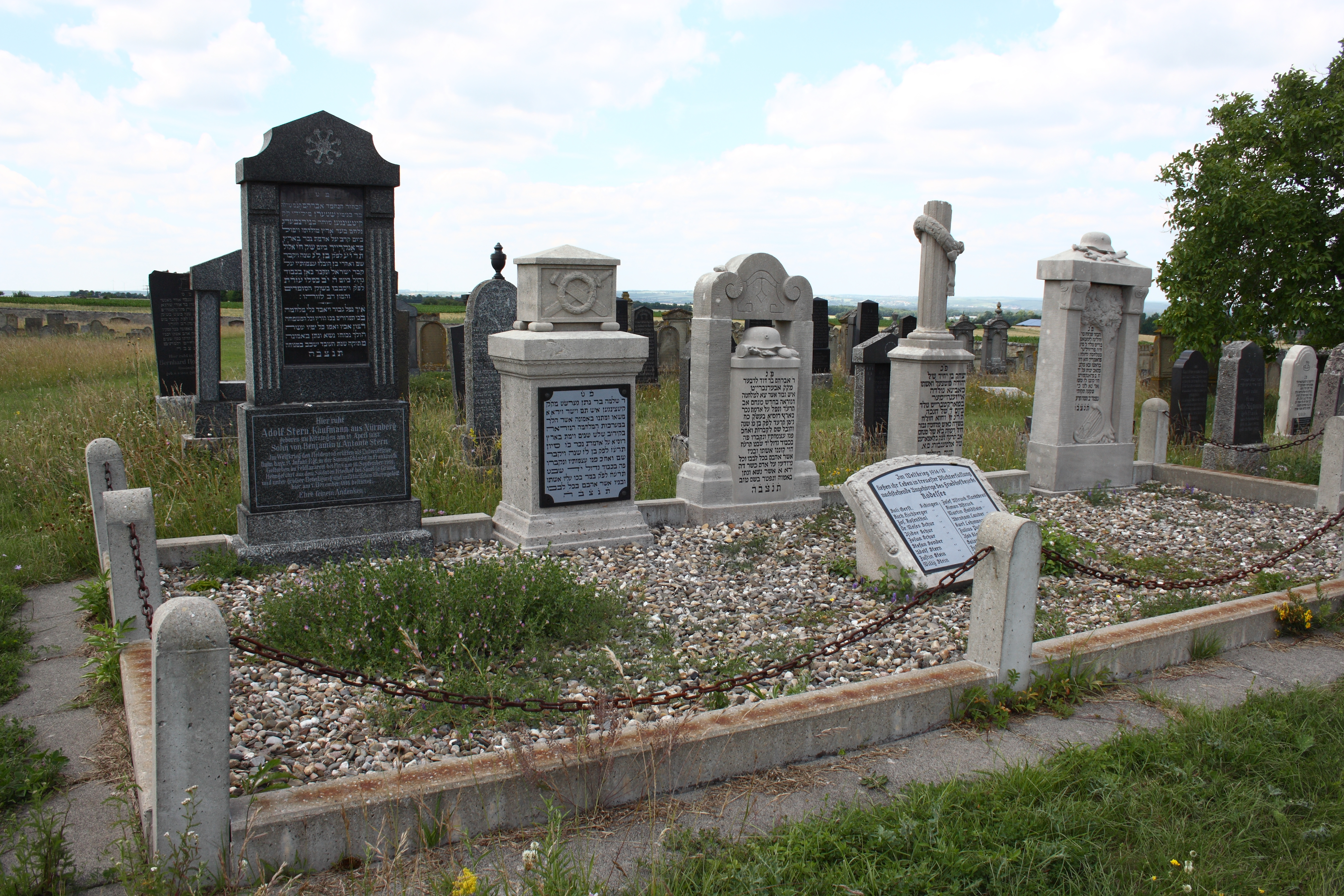
Kriegerdenkmal für die jüdischen Gefallenen im Ersten Weltkrieg

In den 1980er Jahren wurde das Kriegerdenkmal für die jüdischen Gefallenen des Ersten Weltkriegs zerstört und wiederum neu errichtet.

## Taharahaus

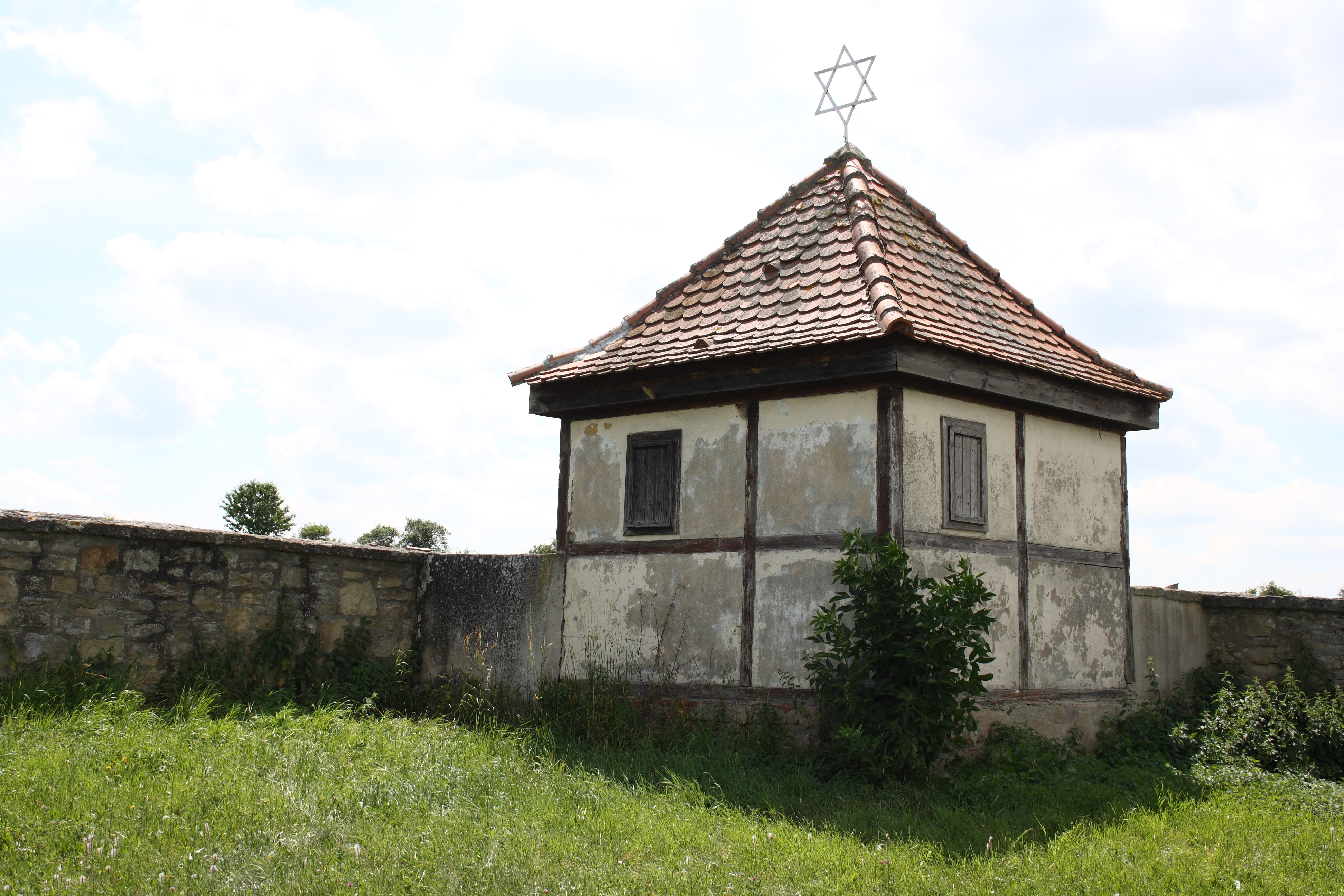
Taharahaus

Das baufällige Taharahaus konnte durch eine Spende von Julius Klugmann und seiner Frau Fränzi aus New York, die aus Wiesenbronn stammten, neu errichtet werden. Beim Novemberpogrom 1938 wurde das kleine Taharahäuschen niedergebrannt und musste schließlich 1950 abgebrochen werden. Der Stein, auf dem die Leichenwaschungen (Tahara) stattfanden, erhielt eine Inschrift und wurde 1980 als Mahnmal aufgestellt. Doch auch er fiel 1981 blinder Zerstörungswut zum Opfer und wurde 1983 durch einen neuen ersetzt. Der Gedenkstein des Landesverbandes der Israelitischen Kultusgemeinden in Bayern erinnert an die jüdischen Einwohner, die durch die NS-Gewaltherrschaft Opfer der Shoa wurden. Dieser Gedenkstein aus Granit trägt folgende Inschrift: Den Toten zur Ehre und zum ewigen Gedenken an die jüdischen Bürger aus Rödelsee und Umgebung, die in den Verfolgungsjahren 1933–1945 grausam umgekommen sind. Uns Lebenden zur Mahnung, den kommenden Geschlechtern zur eindringlichen Lehre.